# 無用浄全
無用浄全（むゆう じょうぜん）は、南宋時代に活動した僧匠である。大慧下2世。

## 生涯
紹興7年（1137年）、越州で生誕する。俗姓は翁氏。大悲山の神弁により得度を受け、径山寺の大慧宗杲の法を嗣いだ。師の寂後、水庵師一の許で数年間悟後の修行を経て臨安府霊隠寺の仏照徳光に参禅する。その後、浄慈寺に至り混源曇密下で首座となった。淳熙16年（1189年）、請により明州天童山景徳寺住持となり、開禧3年6月29日（1207年7月25日）示寂した。法嗣は笑翁妙堪、石鼓希夷ならびに盤山思卓ほか6名を数える。